# All Lives Matter

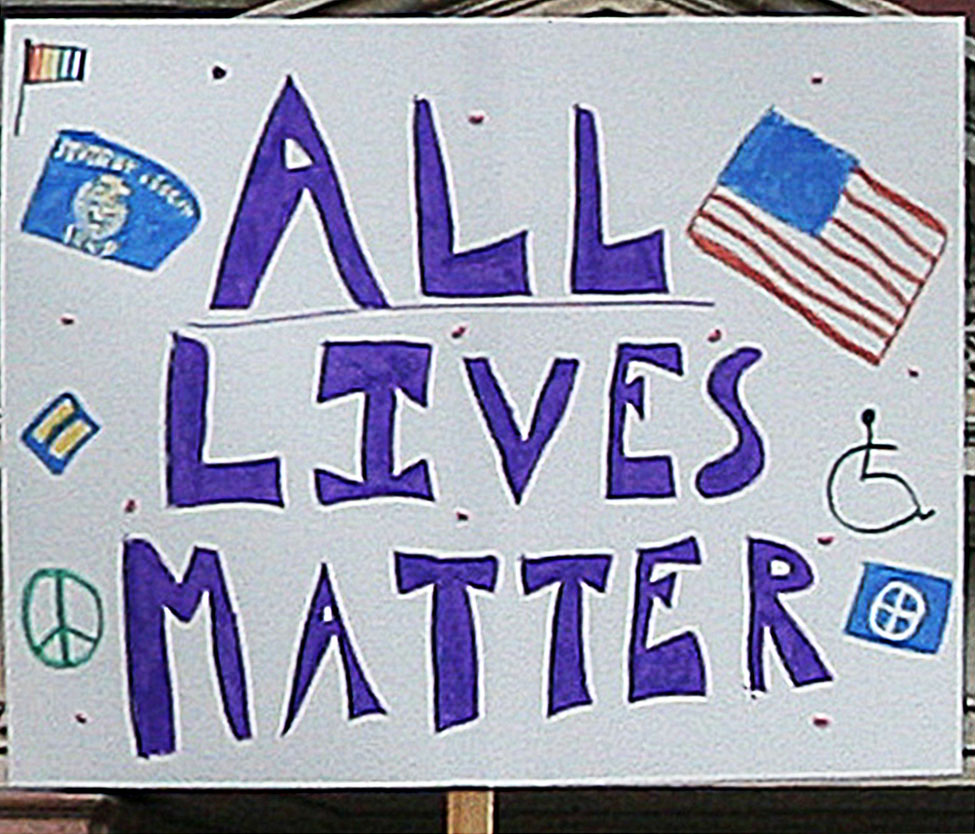
2017年6月4日美国俄勒冈州波特兰市一场集会中的“All Lives Matter”标语。

All Lives Matter，字面意思为大家的命都是命，是批评Black Lives Matter（黑人的命也是命）运动的口号。

## 支持者
支持All Lives Matter的知名人士包括非裔美国人参议员蒂姆·斯科特及美国橄榄球运动员理查德·谢尔曼，其中谢尔曼曾发文表示：“我支持‘大家的命都是命’，因为我们都是人类。”2015年6月，民主党总统候选人希拉里·克林顿在密苏里州一所非裔美国人教堂举行竞选活动，在讲话中使用“大家的命都是命”，招来批评。美国话题说唱歌手XXXTentacion在其金曲《Look At Me!》的音乐录影带中表达对“大家的命都是命”运动的支持，遭受批评。影片中，身为黑人的他吊死了一位白人小孩。面对争议，他说影片的目的是表示“你无法否认我杀了一个小孩......我只是想说凶手就是凶手”。而他另一首歌曲《Riot》也批评了参与Black Lives Matter运动的暴力示威者。
本·卡森也是“大家的命都是命”的支持者，强烈反对Black Lives Matter运动。参议员兰德·保罗认为Black Lives Matter“搞错了目标”：“我们认为他们可能想给自己换个名字——如果他们叫“大家的命都是命”，或是无辜者的命也是命的话”。2016年，时任共和党总统候选人唐纳德·特朗普认为“黑人的命也是命”是带有分裂性质的术语，本质上就是种族主义表达。
话题性民调机构拉斯穆森报导发现，78%受访美国人表示“大家的命都是命”比“黑人的命也是命”更接近他们的想法，只有11%受访者认为“黑人的命也是命”接近他们的信仰。9%的人认为两者都无法体现他们的立场。
在2016年美國職棒大聯盟全明星賽的表演上，男高音三巨头的成员雷米吉奥·佩雷拉（Remigio Pereira）高举“大家的命都是命”标语，并把加拿大国歌《啊，加拿大》的歌词改为“我们都是兄弟姐妹，所有人的命都很重要”（"We're all brothers and sisters. All lives matter to the great"），而不是原版的“心怀赤诚，看您崛起，真北之邦自由强壮！”。佩雷拉回应批评时认为：“我为人类和苍生发声。所有人在爱、和平与和谐中生活，一直是我的目标”。
达拉斯的“黑人的命也是命”和“大家的命都是命”的活动人士在一次吵架时拥抱，其中一位抗议者在美国有线电视新闻网的画面中表示“这就是破除藩篱的方式”。
2016年10月2日，国家橄榄球联盟芝加哥熊的一名穿着大猩猩服装，恤衫前面写着“大家的命都是命”的粉丝于第4节冲入球场，这一幕被电视转播镜头拍到。
2020年5月31日，NBA沙加緬度國王電視評述Grant Napear接受電台訪問時以「All Lives Matter」回應，但正值乔治·弗洛伊德之死引发的示威活动舉行中，此話亦被沙加緬度國王球員質疑。相隔兩天後他被NBC加州體育台革職。

## 批评

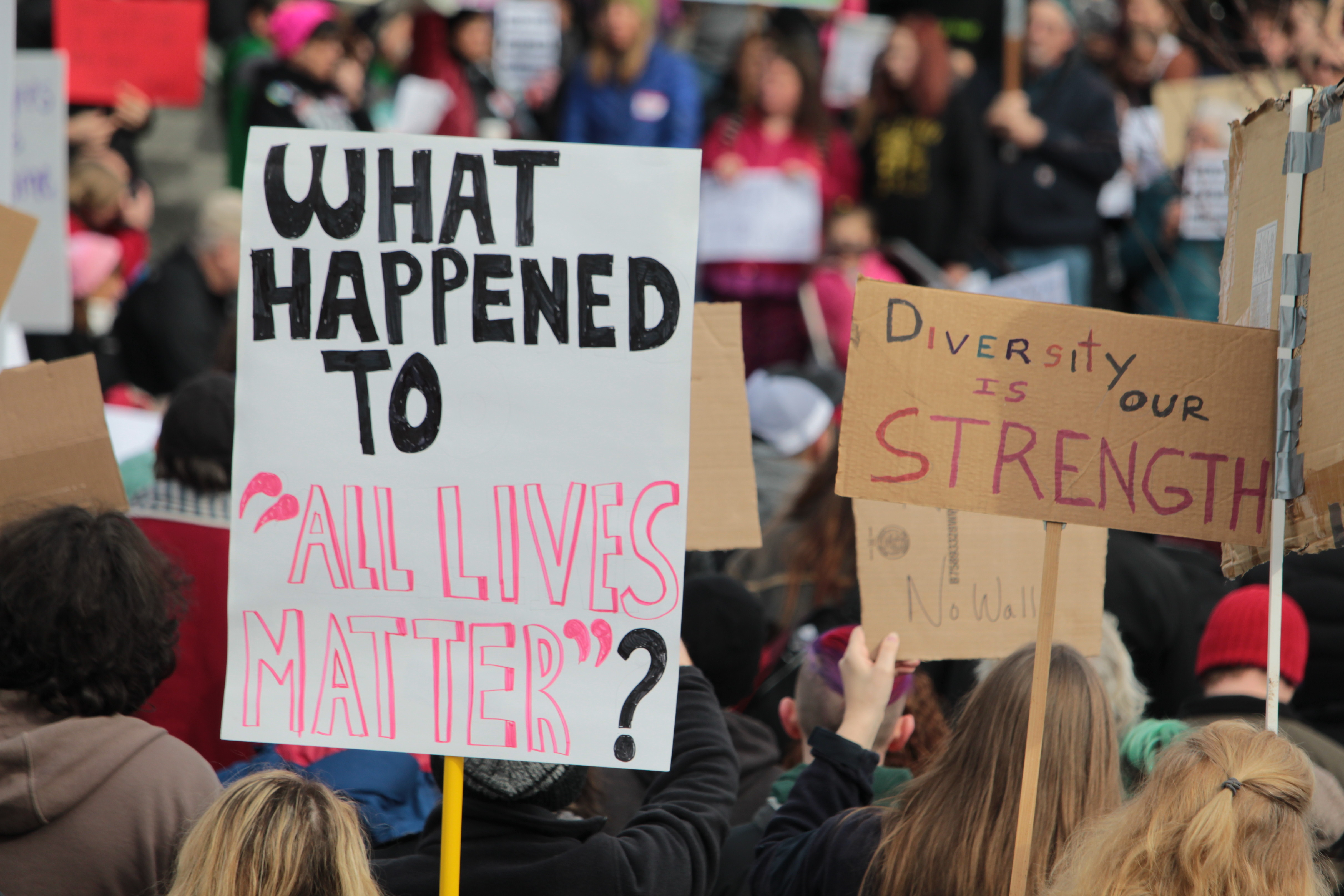
反唐纳·川普抗议运动上的标语：“‘大家的命都是命’到底怎么回事’？”

大卫·西奥·戈德堡教授认为，“大家的命都是命”反映出“种族轻蔑、无视和否认”。在《马赫脱口秀》中，標·馬艾支持“黑人的命也是命”运动，认为“大家的命都是命”表示所有人的性命面对相同的风险，但事实并非如此。“黑人的命也是命”运动的创始人认为“大家的命都是命”有排他性：“‘黑人的命也是命’不是说你的命不重要，而是说在白人至上主义的价值观中没有存在感的黑人性命对于你的解放很重要”。
在接受劳拉·弗拉德斯影片采访时，“黑人的命也是命”运动的联合创始人艾莉西亚·加尔萨认为，将“黑人的命也是命”改成“大家的命都是命”展示出黑人并不真正理解国家的结构性种族主义，其他人的生命比黑人的生命更有价值，但将黑人从这个等式中剔除是不合适的。
时任美国总统贝拉克·奥巴马曾就“黑人的命也是命”和“大家的命都是命”之间的辩论发表看法，认为：“我觉得组织者们利用‘黑人的命也是命’这个词，不仅因为他们认为其他人的命也很重要，而且也说明他们觉得这个特别的问题发生在非裔美国人群体，而不是其他群体中”。他也表示“有个法律问题我们需要解决”。
2016年7月，《今日美國》总结了哥伦比亚大学社会学教授卡拉·谢德（Carla Shedd）的观点，表示“‘大家的命都是命’事实上可被解释为种族主义”。乔·费金教授也表示，白人说“大家的命都是命”来排挤“黑人的命也是命”运动，而“黑人的命也是命”运动已经在说“所有人的自由和正义”。该报道也指出，部分曾在推特用#AllLivesMatter标签发推特的名人已经删除了相关推文并道歉，包括珍妮弗·洛佩兹和费蒂·瓦普。瓦普说他没有完全理解该标签的意义。报道还提到漫画家克里斯·斯特劳布用“所有的房子都重要”（All Houses Matter）标签发表了一批房子着火的漫画，表示他对“大家的命都是命”的抗议。

### Facebook涂鸦事件
2016年2月24日，Facebook总裁马克·扎克伯格向全公司员工发表了一份内部备忘录，严厉谴责划掉公司墙“黑人的命也是命”手写标语，在旁边写上“大家的命都是命”的员工。Facebook允许员工在公司墙上自由写下想法和标语。多位员工事后披露了备忘录。由于扎克伯格之前在公司会议中谴责了这种行为，加上公司的其他领导也有类似的请求，扎克伯格在备忘录中认为这种改写的做法做法不仅无礼，而且“恶意满满”。他在备忘录中表示，“黑人的命也是命”运动并不是说其他人的性命不重要，而是黑人社群希望实现他们应得的正义的表达。备忘录也指出，将某种东西划掉的行为，就其本身意义来说，“意味着将那种声音消音，或者表明一个人的话比另一个人更重要”。